# Сала-Монферрато
Сала-Монферрато (итал. Sala Monferrato) — коммуна в Италии, располагается в регионе Пьемонт, в провинции Алессандрия.
Население составляет 446 человек (2008 г.), плотность населения составляет 58 чел./км². Занимает площадь 8 км². Почтовый индекс — 15030. Телефонный код — 0142.
Покровителем коммуны почитается святой апостол Иаков Старший, празднование 25 июля.

## Демография
Динамика населения:

## Администрация коммуны
- Официальный сайт: http://www.comune.salamonferrato.al.it/